# Frontera entre Siria y Turquía
La frontera entre Siria y Turquía es la delimitación territorial que establece la frontera terrestre y marítima entre Turquía y Siria. Comprende 822 kilómetros de extensión; inicia en la intersección de la frontera triple con Irak (al oriente) y termina al occidente encontrándose con el Mar Mediterráneo.

## Historia
Tras la posición adquirida por Siria en el marco de la Guerra Fría, la Organización del Tratado del Atlántico Norte tomó el control del sitio (por el lado turco), lo que convirtió al lugar en una zona de alta tensión.
La situación derivó en un mayor control a la explotación minera ilegal y a la lucha en contra del grupo separatista PKK kurdo. Durante la Guerra Fría, fueron establecidas aproximadamente 615.000 minas y esterilizadas 200.000 hectáreas de tierra.
Tiempo después, de acuerdo con el Tratado de Ottawa, las minas deben ser removidas antes del 2014.
En 2012, debido a la posición adquirida por Turquía en el marco de la Guerra Civil Siria, las relaciones diplomáticas entre Turquía y Siria se vieron afectadas. La situación conllevó a la militarización -por parte de Turquía- de la frontera.